# Esther Vilar
Esther Vilar, pseudônimo de Esther Margareta Katzen (Buenos Aires, 16 de setembro de 1935), é uma escritora argentino-alemã. É mais conhecida pelo seu livro de 1971, Der Dressierte Mann (traduzido em português como O Homem Domado para o Brasil e O Homem Subjugado para Portugal), e as continuações deste, que argumenta no sentido contrário ao da retórica feminista de defesa dos direitos femininos. Segundo a autora as mulheres nas sociedades industrializadas não são oprimidas, pois na verdade exploram um sistema bem estabelecido de manipulação dos homens.

## Biografia
Os pais de Esther eram judeus imigrantes da Alemanha. Ambos se separaram quando ela tinha 3 anos.
Ao terminar os estudos de medicina na Universidade de Buenos Aires, obteve uma bolsa e foi para a Alemanha Ocidental em 1960, tendo se especializado em psicologia e sociologia, e trabalhado como assistente-médica num hospital alemão por um ano. Antes de se estabelecer como autora, também exerceu as profissões de tradutora, vendedora, operária em uma fábrica de termômetros, modelo de calçados e secretária.
Esther se casou em 1961 com o escritor alemão Klaus Wagn, com quem teve um filho, Martin, em 1964. O casamento durou dois anos e terminou em divórcio, porém ela explicou: "Eu não terminei com o homem, apenas com o casamento como instituição".

## Principais trabalhos
- O Homem Domado (1971)

Em O Homem Domado (Der Dressierte Mann no título original em alemão), Vilar argumenta que as mulheres não são oprimidas pelos homens, mas os controlam em um relacionamento que é vantajoso a elas mas do qual a maioria dos homens não toma ciência.
Algumas das estratégias descritas no livro são:
- Atrair homens com sexo, usando estratégias de sedução;
- Usar o elogio para controlar homens administrando-o com cuidado;
- Usar chantagem emocional como meio de controlar os homens;
- Uso de amor e romance como um pretexto para disfarçar suas intenções e motivos reais.

O Homem Domado tornou-se bastante popular na época de seu lançamento, em parte devido a uma considerável cobertura da imprensa.
Esther Vilar também apareceu no programa The Tonight Show em 21 de fevereiro de 1973 para discutir o livro. Em 1975 ela foi convidada para um debate televisivo pela WDR com a escritora feminista alemã Alice Schwarzer, que ficou conhecida como representante do movimento feminista na época. O debate foi muito agressivo. Em dado momento, Alice afirma que Esther era "Não apenas sexista, mas fascista" e compara  seu livro ao semanário nazista "Der Stürmer".
Segundo Esther Vilar, em razão das controvérsias em torno do seu livro, ela teria recebido ameaças de morte. Comparando a sua experiência à de Salman Rushdie, ela relatou ter passado por décadas de desprezo: "Eu não imaginei o quanto me encontraria isolada após escrever este livro. Nem previ as consequências que teria para os meus subsequentes trabalhos e mesmo para a minha vida privada - ameaças violentas ainda não cessaram até este momento".
- Speer (1998)

A peça  teatral Speer é um trabalho de ficção biográfico  sobre o arquiteto alemão Albert Speer e tem sido apresentada em Berlim e Londres, dirigida e estrelada por Klaus Maria Brandauer. Esther também escreveu outros livros e peças, mas a maioria não foi traduzida nem mesmo para o idioma inglês.

### Não ficção
Em alemão
- Die Lust an der Unfreiheit. Erläuterungen zur Theorie des Genetivismus ('O desejo de liberdade. Notas sobre a teoria da Genetivismo'). Caann, München 1971, ISBN 3-87121-008-0.
- Der dressierte Mann  ('O homem adestrado'). Bertelsmann, Gütersloh 1971, ISBN 3-423-10821-5.
- Das polygame Geschlecht. Das Recht des Mannes auf zwei Frauen  ('O sexo poligâmico. O direito do homem com duas mulheres'). Caann, München 1974, ISBN 3-87121-012-9.
- Das Ende der Dressur. Modell für eine neue Männlichkeit ('O fim da manipulação. Modelo para uma nova masculinidade'). Droemer-Knaur, München/ Zürich 1977, ISBN 3-426-04590-7.
- Die Fünf-Stunden-Gesellschaft. Argumente für eine Utopie  ('A sociedade de cinco horas. Argumentos para uma utopia') Herbig, München/ Berlin 1978, ISBN 3-7766-0894-3.
- „Alt“. Manifest gegen die Herrschaft der Jungen (' Alt. Manifesto contra o domínio dos jovens). Herbig, München/ Berlin 1980, ISBN 3-7766-1089-1.
- Der betörende Glanz der Dummheit ('O brilho fascinante da estupidez'). Econ-Verlag, Düsseldorf/ Wien/ New York 1987, ISBN 3-430-19368-0.
- Die 25-Stunden-Woche. Arbeit und Freizeit in einem Europa der Zukunft ('A semana de 25 horas. Trabalho e tempo livre na Europa do futuro). Prefácio de  Oskar Lafontaine. Econ-Taschenbuch-Verlag, Düsseldorf 1990, ISBN 3-612-23068-9.
- Die Erziehung der Engel. Wie lebenswert wäre das ewige Leben? ('A educação dos anjos. Quanto valeria a pena  a vida eterna?') Econ, Düsseldorf u. a. 1992, ISBN 3-430-19367-2.
- Die Schrecken des Paradieses. Wie lebenswert wäre das ewige Leben? ('O horror do paraíso. Quanto valeria a pena  a vida eterna?'). Edição revista.  Com epílogo de Michael Schmidt-Salomon.  Alibri-Verlag, Aschaffenburg 2009, ISBN 978-3-86569-046-3.
- Heiraten ist unmoralisch ('O casamento é imoral'). Lübbe, Bergisch Gladbach 1994, ISBN 3-7857-0745-2.
- Alt heisst schön. Manifest gegen den Jugendkult ('Velho é bonito. Manifesto contra o culto da juventude'). Lübbe, Bergisch Gladbach 1995, ISBN 3-404-60401-6.
- Katholikinnen aller Länder vereinigt euch ('Católicos do mundo, uni-vos'). Lübbe, Bergisch Gladbach 1995, ISBN 3-7857-0812-2.
- Denkverbote. Tabus an der Jahrtausendwende ('Controle do pensamento. Tabus na virada do milênio'). Lübbe, Bergisch Gladbach 1998, ISBN 3-7857-0905-6.

Em inglês
- The Manipulated Man. [S.l.]: Pinter & Martin. 1998. ISBN 0-9530964-2-4
- Vilar, Esther (1976). The Polygamous Sex: A man's right to the other woman. [S.l.]: W. H. Allen. ISBN 0-491-01737-5
- Vilar, Esther (1998). Speer. [S.l.]: Transit. ISBN 3-88747-128-8 (peça teatral)
- El discurso inaugural de la papisa americana: The inaugural address of the American papess. [S.l.]: Lectorum. 1982. ISBN 84-02-09008-7